# PARADE (DEENのアルバム)
『PARADE』（パレード）はDEENの17作目のオリジナルアルバム。2017年8月9日にEpic Records Japanから発売された（規格品番はESCL-4897、初回盤AはESCL-4893〜4、初回盤BはESCL-4895〜6）。

## 概要
オリジナルアルバムとしては、前作『バタフライ』から約1年2ヶ月ぶりにリリースされたアルバムである。アルバムには、アルバムリリースに先駆けて2017年5月24日にシングルとして先行リリースされた「君へのパレード♪」のアルバムバージョンや、「少年」や「ずっと伝えたかった I love you」のセルフカバーバージョンが収録されている。
初回生産限定盤Aと初回生産限定盤Bと通常版の3形態でリリースされており、初回生産限定盤Aには、2016年12月31日にZepp Tokyoで行われた「DEEN LIVE JOY -COUNTDOWN SPECIAL 〜マニアックナイトW('O')W Vol.3〜」のライブ映像を収録したBlu-ray、初回生産限定盤Bには、「君へのパレード♪」のミュージックビデオのディレクターズカット版などを収録したDVDがそれぞれ付属している。 
アルバムリリースを記念して、8月8日にニコニコ生放送で特番「激夏オンパレード」が配信され、DEENのスペシャル映像の配信やメンバーが生出演をした。
一般発売されたオリジナルアルバムとしては田川伸治在籍時の3人体制としては最後のオリジナルアルバムになった。

## 収録曲

### CD
- 全曲作詞：池森秀一(特記を除く)

1. 君へのパレード♪ <Album Version>(4:41)
作曲：山根公路 / 編曲：古井弘人
46thシングルのアレンジ
2. ずっと伝えたかった I love you <PARADE Style>(4:58)
作曲：田川伸治 / 編曲：田川伸治
45thシングルのアレンジ
3. ミステリーなガール(3:21)
作曲・編曲：山根公路
4. Te Amo(4:47)
作曲・編曲：田川伸治
5. 少年 <PARADE Style>(4:54)
作曲：山根公路・田川伸治 / 編曲：山根公路
8thシングルのアレンジ
6. サマーソング(3:47)
作曲・編曲：山根公路
7. Catch her Heart(4:14)
作曲・編曲：田川伸治
8. Sensual Blues(3:08)
作曲・編曲：田川伸治
9. Summer boy's tears(4:13)
作詞・作曲：山根公路 / 編曲：山根公路・篠崎裕
10. Oh My Friend(5:26)
作曲・編曲：田川伸治
11. キズナ(4:26)
作曲：山根公路 / 編曲：古井弘人

### Blu-ray（初回生産限定盤Aのみ）
DEEN LIVE JOY-COUNTDOWN SPECIAL 〜マニアックナイトW('0')W Vol.3〜 

 2016/12/31 ZEPP TOKYO 
1. シャララ バースデイ!
2. Future
3. Hello
4. oh Darlin' 〜KAI〜
5. Sunrise Sunset
6. I say to my love
7. 遠い夏の夢
8. Flower
9. By myself
10. COLD RAIN
11. Dancin' alone
12. 僕の未来
13. Sail away
14. Dear Friend
15. 虹の彼方へ
16. ロッソ!!
17. Shaking the ground
18. Sha･la･la･la 〜I wish〜
19. 雨がいつか上がるように
20. 恨み節武道館ロッケンロール
21. Swing in Love
22. I wish
23. Burning my soul

### DVD（初回生産限定盤Bのみ）
1. 君へのパレード♪ (Music Video)
2. 君へのパレード♪ (Music Video Director's Cut)
3. ずっと伝えたかった I love you (Music Video)
4. Ikesta動画 47tour篇